# Amfilohije Radović

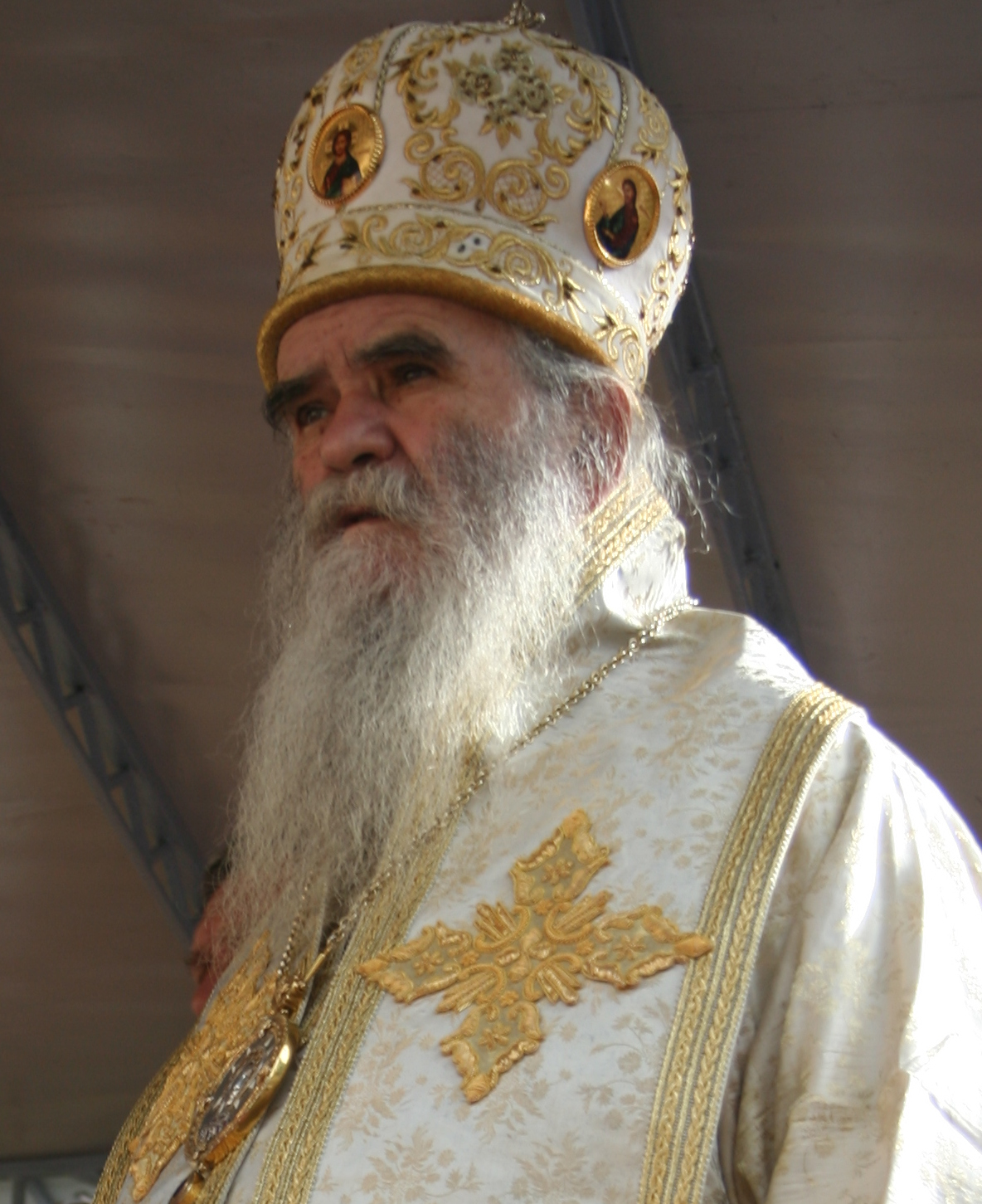
Metropolit Amfilohije Radović (2017)

Amfilohije (Amphilochius) Radović serbisch-kyrillisch Амфилохије Радовић, bürgerlich Risto Radović; (* 7. Januar 1938 in Donja Morača, Jugoslawien; † 30. Oktober 2020 in Podgorica, Montenegro) war der serbisch-orthodoxe Metropolit von Montenegro und dem Küstenland und Erzbischof von Cetinje. Amfilohije wurde während der Krankheit des Patriarchen Pavle vom 13. November 2007 bis zum Tode Pavles am 15. November 2009 Interimspatriarch der Serbisch-Orthodoxen Kirche. Er blieb dies bis zur Wahl Irenejs 2010. Amfilohije gehörte zu den führenden Theologen der Serbisch-Orthodoxen Kirche.
Unter Amfilohije wurde die Orthodoxe Eparchie Montenegros nach der hier in der Zeit der kommunistischen Sozialistischen Föderativen Republik Montenegro im damaligen Jugoslawiens besonders rigoros betriebenen Unterdrückung religiösen Lebens wieder aufgebaut. Er war dem konservativen Flügel der Serbisch-Orthodoxen Kirche zugehörig. Er war ein entschiedener Unterstützer der Zugehörigkeit Montenegros zu Serbien und der Politik Slobodan Miloševićs und Ratko Mladićs sowie ein entschiedener Gegner der Unabhängigkeit Kosovos. Außerdem war er die Schlüsselfigur der Bürgerproteste 2019 bis 2020 gegen die Herrschaft der DPS unter ihrem Vorsitzenden Milo Đukanović, als dessen stärkster Opponent er zu dessen Abwahl am 30. August 2020 maßgeblich beitrug. Er führte die Bürgerproteste, die sich an den Beschlüssen des Religionsgesetzes 2019 entzündet hatten.
Amfilohije starb, nachdem er sich mit SARS-CoV-2 infizierte. Der Todestag Amfilohijes wurde von der Übergangsregierung als landesweiter Trauertag vorgeschlagen. Viele Gemeinden, darunter Budva, Kotor, Plužine und Tivat verkündeten in Eigeninitiative einen Trauertag zum Begräbnis.

## Leben

### Familie und Kindheit
Amfilohije wurde zu Weihnachten 1938 in Bara Radovića in der Donja Morača, einem Weiler im Morača-Tal in Montenegro geboren. Seinen Laiennamen erhielt Risto in Anlehnung an Christus. Er war das fünfte von 15 Kindern. Seine Eltern waren Ćira und Mileva Radović. Amfilohijes Vater Ćira erzog seine Kinder trotz der atheistischen Gesellschaft im christlichen Sinne und sorgte dafür, dass Amfilohije auch später im Kirchenseminar eingeschrieben wurde. Ćira, als Einzelkind aufgewachsen, hatte das Gymnasium besucht und las Dostojewski, den Bergkranz des Njegoš sowie serbische Volksepen.
Ćira besaß als einziger in der Umgebung eine höhere Schulbildung. Dennoch verblieb er auf Bitten seines Vaters im Dorf, um sich um diesen im Alter zu kümmern. Die beiden lebten 25 Jahre in der dörflichen Einsamkeit; Ćiras Mutter war gestorben, als er ein Jahr alt war.
Prägend für die Frömmigkeit der Familie war, dass das Nemanjiden-Kloster Morača, eine Stiftung des 13. Jahrhunderts, in der unmittelbaren Umgebung lag. In dem Kloster, in dem er getauft worden war, verbrachte Risto auch die Grundschulzeit.
Ćira spielte Gusle und gab diese Fähigkeit auch an seinen Sohn weiter. Dieser lernte unter Beobachtung seines Vaters die zahlreichen Volksepen. Amfilohijes Rede- und Vortragstalent hatte er aus dieser Familienkonstellation mitbekommen.
Risto wurde von seinem Vater als einziger der sieben Söhne in das Kirchenseminar eingeschrieben. Dahinter stand ein Schlüsselerlebnis: Risto war in einen hochwasserführenden Bach gefallen, sein Bruder Vučica war ihm nachgesprungen, um ihn retten. Der Vater konnte beide rechtzeitig aus dem aufgewühlten Wasser heben. Der Vater sorgte dann trotz der herrschenden Vorbehalte der Behörden gegenüber der Priesterausbildung dafür, dass Risto im Kirchenseminar in Rakovica in Belgrad eingeschrieben wurde.
Amfilohije ist Nachfahre des montenegrinischen Wojwoden Mina Radović.

### Studienzeit
Amfilohije studierte Theologie am theologischen Seminar des hl. Sava in Belgrad. Seine theologischen Studien setzte er an der serbisch-orthodoxen theologischen Fakultät bis in das Jahr 1962 fort. An der Universität zu Belgrad belegte Amfilohije zudem das Fach klassische Philologie. Weitere Studien absolvierte er am Institut de Théologie Orthodoxe Saint-Serge in Paris, am Päpstlichen Orientalischen Institut in Rom und an der Christkatholisch-theologischen Fakultät der Universität Bern.
Die theologische Studienzeit führte ihn nach Griechenland, wo er sieben Jahre lang lebte. Den wichtigsten Einfluss auf Amfilohije übte Justin Popović aus, mit dem Amfilohije auch seine weiterführenden Studien in Griechenland abgestimmt hatte. Seine monastisch-klösterliche Tonsur erfolgte in der griechisch-orthodoxen Kirche und auf dem Berg Athos. An der Theologischen Fakultät der Kapodistrias-Universität verteidigte Amfilohije 1973 seine Dissertation zum Thema „Mysterium der heiligen Dreieinigkeit gemäß der kirchlichen Lehre des hl. Gregorios Palamas“. Seine Dissertation hatte er zuerst in Griechisch verfasst. Nachfolgen wurde sie ins Serbische, Russische und Französische übersetzt. Nach Aussagen von Bogoljub Šijaković, Professor für Theologie an der Belgrader Theologischen Universität, ist Amfilohijes Dissertation die gedanklich tiefsinnigste eines serbischen Theologen.
Während seiner Studienzeit in Belgrad freundete sich Amfilohije insbesondere mit weiteren Studenten aus Montenegro aus, von denen er sich als einziger im damals nicht zur Belgrader Universität gehörenden Theologischen Seminar eingeschrieben hatte. Ebenfalls war seine endgültige Entscheidung ob Theologie oder Philologie noch nicht entschieden. Seine Lebensfreundschaft zum Dichter Matija Bećković entstammt der Bekanntschaft aus diesen studentischen Tagen.
Durch die Bekanntschaft und baldige Freundschaft von Amfilohije, der damals den Rang eines Hieromonachos bekleidete, mit dem Vater von Divna Ljubojević anlässlich der Veröffentlichung des Nachrufs seiner verstorbenen Mutter in der Politika, wo Divnas Vater arbeitete, hatte die Familie im damaligen sozialistischen Serbien das Kloster Vavedenje in Belgrad als spirituellen Ort entdeckt. Divna enthielt durch Amfilohije, der zeit seines Lebens ein Hausfreund der Familie blieb, eine Erziehung im christlichen Sinn. Amfilohije pilgerte mit der Familie zu vielen Klöstern in Serbien, Kosovo und Montenegro. Sie wurde wichtige Interpretin orthodoxer Gesangs in Serbien, die überregional rezipiert wird.
Amfilohoije hielt die Grabreden für folgende bedeutende Persönlichkeiten der montenegrinischen, serbischen und jugoslawischen Kultur und Geschichte: Danilo Kiš, Zoran Đinđić, Momir Bulatović und in der Zweitbestattung zu Jovan Dučić.

### Hochschullehrer
Danach wurde Amfilohije zum Professor am Institut de Théologie Orthodoxe Saint-Serge in Paris berufen. Ab 1976 war zunächst Dozent, dann Professor an der Theologischen Fakultät der serbisch-orthodoxen Kirche in Belgrad und unterrichtete dort Fachdidaktik und orthodoxe Pädagogik. Zwei Amtszeiten lang war er Dekan der Theologischen Fakultät.

### Bischof der Serbisch-Orthodoxen Kirche

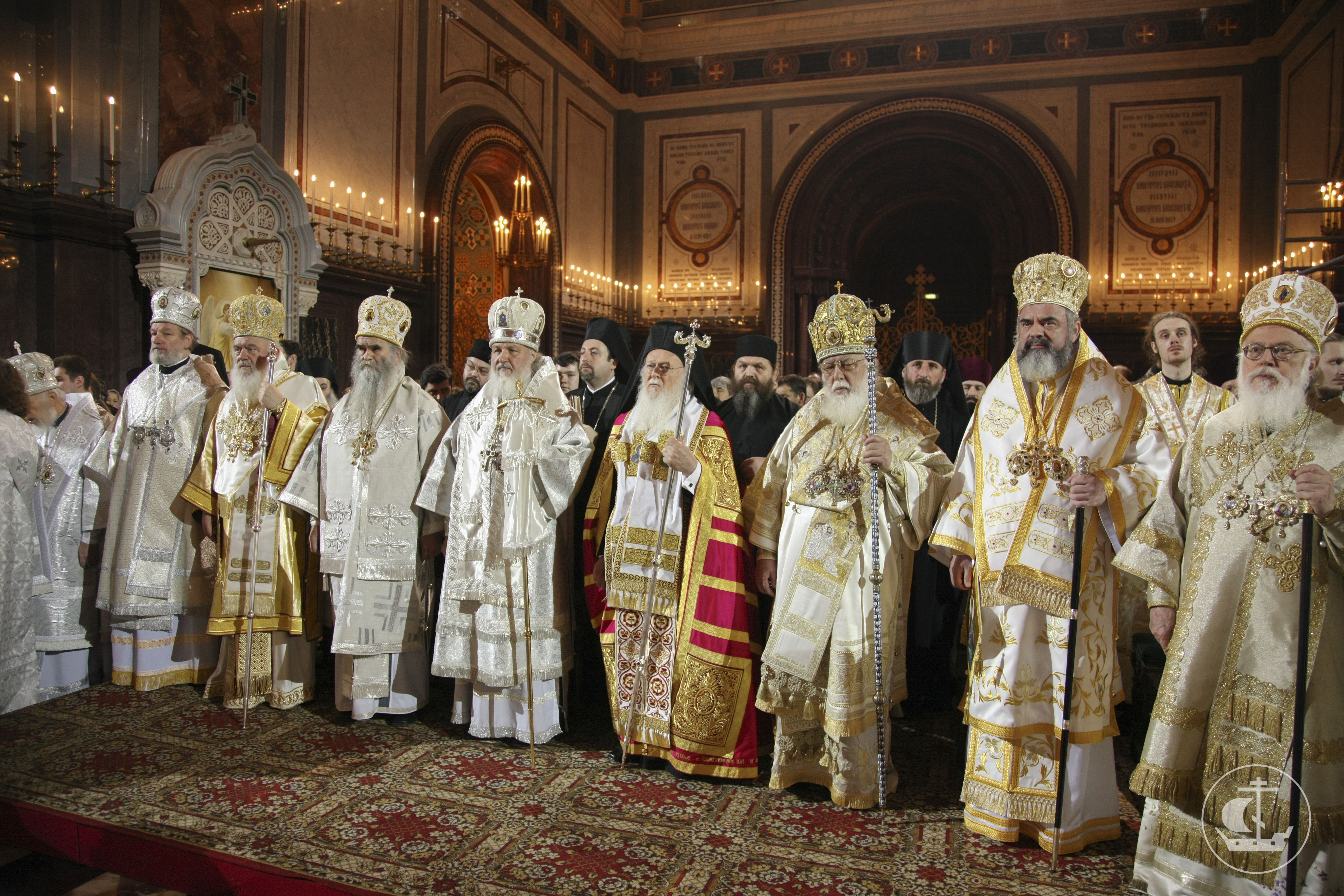
Amfilohije links neben Kyrill I. in der Funktion des Serbischen Archimandriten bei den Beerdigungsfeierlichkeiten für Alexius II. 2008 in Moskau

Im Mai 1985 wurde Amfilohije zum Bischof der Eparchie von Banat mit Sitz in Vršac ernannt. Am 30. Dezember 1991 erfolgte die Ernennung zum Metropoliten von Montenegro. 2012 wurde er Administrator der  Serbisch-orthodoxen Diözese von Buenos Aires.
Amfilohije bewirkte bei gleichzeitiger vehementer Unterstützung des Vorsitzenden der Sozialistischen Partei Serbiens, Slobodan Milošević, die Erneuerung kirchlichen Lebens der orthodoxen Christen in Montenegro. Das fast völlig zum Erliegen gekommene mönchische Leben wurde wiederbelebt, zahlreiche neue Kirchen wurden gebaut. Als er sein Amt angetreten hatte, fand er nur 30 Priester und Mönche vor, dem Aufbau der Kirchenstruktur widmete sich Amfilohije mit großer Energie. Ein Ziel war es, die von der kommunistischen Nomenklatur 1974 zerstörte Kapelle von Fürstbischof Petar I. Njegoš auf dem Lovčen wiederzuerrichten. Mitte der 1990er Jahre besuchten erstmals überhaupt der Konstantinopoler Patriarch Bartholomäus I. sowie der Moskauer Patriarch Kyrill I. Montenegro. Zur Einweihung der Podgoricer Kathedrale erschienen zahlreiche Patriarchen einzelner orthodoxer Kirchen, darunter die aus Jerusalem, Athen, Konstantinopel, Moskau und Zypern.
Auch wenn er bei der Wahl des neuen serbischen Patriarchen die meisten Befürworter hinter sich hatte, fiel die Wahl aufgrund der spezifischen Bestimmungen auf Irinej. Dennoch blieb der Einfluss Amfilohijes groß, der maßgeblich für die Teilnahme der Serbisch-Orthodoxen Kirche am Panorthodoxen Konzil auf Kreta 2016 warb, dem sich das Moskauer Patriarch verweigerte. Auf Drängen Amfilohijes wurde auf dem Konzil von Kreta der „Ethnophyletismus“ als eine Form der Häresie bestätigt. Die 2013 erfolgte Entscheidung der serbischen Regierung Vučić, die Beziehungen zu Kosovo zu normalisieren, bezeichnete er als Verrat.
Amfilohije veröffentlichte zahlreiche theologische Arbeiten und Übersetzungen. Sein Schaffen wurden zudem ins Griechische übersetzt und veröffentlicht. Er war Mitglied in der „Union Montenegrinischer und Serbischer Schriftsteller“. Er sprach Griechisch, Russisch, Italienisch, Deutsch und Französisch. Er beherrschte ebenfalls Latein und Alt-Griechisch.
Amfilohije war Vorsitzender der serbische-orthodoxen kirchlichen Kommission in der zwischenkirchlichen Beurteilung der Causa Alojzije Stepinac, dessen Dialog durch Papst Franziskus initiiert worden war. Als langjähriger Vorsitzender der Synode zum Bau der Kirche des Heiligen Sava, gestaltete er von 2012 bis 2018 insbesondere die politische und organisatorische Umsetzung zur Vollendung der Innendekoration von Seiten der Kirche. Er legte dieses weitere Amt jedoch in den letzten beiden Lebensjahren aufgrund seiner vielfältigen Verpflichtungen und seinem hohen Alten auf eigenem Ersuchen gegenüber der Synode ab.
Amfilohije setzte sich 2019/2020 an die Spitze der Protestbewegung gegen die Regierung Đukanović. Er forderte seine Anhänger auf, die amtierende Partei der montenegrinischen Sozialisten um Milo Đukanović in den Parlamentswahlen 2020 abzuwählen. Mit dessen Niederlage und dem zwei Monate darauf folgenden Ableben Amfilohijes vollzogen sich für die montenegrinische Gesellschaft bedeutende Veränderungen.

### Musiker
Amfilohije spielte Gusle und beherrschte dazu auch den Gesang epischer Heldenlieder. Er hatte die Gusle neben der Darbietung während öffentlicher Auftritte auch in kircheninternen Versammlungen präsentiert. Er setzte damit eine Tradition fort, die schon Njegoš wie andere Geistliche Montenegros auszeichnete.

### Krankheit und Tod
Amfilohije wurde am 6. Oktober 2020 mit Symptomen von SARS-CoV-2 in das Podgoricer Krankenhaus eingeliefert. Zum 20. Oktober war der Befund negativ, jedoch hatte sich auf beiden Lungenflügeln eine Entzündung gebildet. Bis zum 28. Oktober hatte sich sein Gesundheitszustand deutlich verbessert. Dem folgte am 29. Oktober eine deutliche gesundheitliche Verschlechterung, mit Schmerzen im Brustraum und schwerem Atem. Die Ärzte diagnostizierten ein Mediastinalemphysem im Mittelfellraum, das zum Tode führte. Am späten Abend gab die Klinik die Information über die erfolgte schwere Gesundheitskrise des Patienten an die Öffentlichkeit aus. Er verstarb am Morgen des 30. Oktobers unter großer öffentlicher Anteilnahme.
Amfilohije starb am Vorabend der Todestage seiner zwei wichtigsten Vorgänger auf dem Cetinjer Thron, den Fürstbischöfen Montenegros Petar I. sowie Petar II., die beide an einem 31. Oktober verstorben waren und Feiertag des Heiligen Petar von Cetinje sind. Sein Leichnam wurde noch am gleichen Tag ins Cetinjer Kloster überführt und öffentlich aufgebahrt. Die Begräbnisstätte ist auf eigenen Wunsch die Kathedrale in Podgorica.
Die Totenmesse am 1. November 2020 wurde durch den Serbischen Patriarchen Irenej sowie weiteren hohen Würdenträgern weiterer Orthodoxer Kirchen geleitet. Das Staatsfernsehen Montenegros (RTCG) übertrug die Begräbnisfeierlichkeiten. Das Signal wurde außerdem durch Prva CG in Montenegro, RTS, Pink und Prva S in Serbien sowie überregional durch Al Jazeera Balkans übertragen. Trotz der in Montenegro hohen Fallzahlen an SARS-CoV-2-Infizierten fand die Totenmesse unter großer direkter Anteilnahme der Bevölkerung statt. Hierbei wurden die Abstands- und Infektionsmaßnahmen überwiegend nicht beachtet. Dies galt ebenfalls für die in der Kirche versammelten kirchlichen Würdenträger. Masken fehlten ebenfalls bei den meisten der geladenen politischen Persönlichkeiten, darunter der serbische Präsident Aleksandar Vučić sowie Milorad Dodik als Vertreter des bosnischen Staatspräsidiums anwesend waren. Den Nachruf sprachen neben dem serbischen Patriarchen Irinej auch Bischof Joanikije Mićović und insbesondere Matija Bećković, der ein persönliches Testament über die lange enge Freundschaft zu Amfilohije in seine Rede eingebunden hatte. Im Jahr 2018 wurde Bećković aufgrund seiner serbisch-nationalistisch begründeten Feindschaft gegen die Unabhängigkeit Montenegros die Einreise dorthin verweigert.
Amfilohije wurde in der Krypta der Kathedrale beigesetzt. Auf seinen Wunsch wurde sein Sarg mit Erde aus Jasenovac, Kosovo sowie aus seiner eigenen Heimat an der Morača bedeckt.
Amfilohijes Ableben wurde von in- und ausländischen Persönlichkeiten durch Beileidsbekundungen gewürdigt. Sowohl die Botschafter der US-Vertretungen in Belgrad als auch in Podgorica sprachen der Kirche sowie dem Volk ihr tiefes Beileid aus. Beileidsbekundungen kamen ebenso durch Milo Đukanović als auch Duško Marković, seinen wichtigsten Opponenten zu politischen Kirchenfragen in Montenegro.

## Auszeichnungen
Amfilohije wurde 2003 Ehrendoktor der Moskauer Geistlichen Akademie, 2008 des Instituts für Theologie der Staatlichen Belarussischen Universität in Minsk, 2012 des Institut de Théologie Orthodoxe Saint-Serge in Paris und 2014 der Petersburger Geistlichen Akademie. 2001 wurde ihm der Lomonossov Orden überreicht, 2015 wurde er zum Ehrenmitglied der Slowenischen Schriftstellervereinigung gewählt.

## Historische Einordnung
Als Amfilohije am Vorabend des Weihnachtsfestes 1990 in Cetinje als Mitropolit Montenegros eingesetzt wurde, hatte seine Diözese nach fast 50 Jahren kommunistischer Herrschaft eine völlig degradierte Kirchenstruktur. Neue Kirchen waren nicht gebaut worden, die Priesterschaft sowie Mönche in aktiven Klöstern waren auf ein Minimum gesunken. 1969 gab es in Montenegro nur noch 15 aktive orthodoxe Priester, einige Mönche und eine einzige Nonne. Als Amfilohije im Kloster Cetinje seinen Thron einnahm, hatte dieses nur noch drei Mönche. 1992 konnte das Cetinjer Priesterseminar wieder eingerichtet werden, 1993 erreichte er die Genehmigung zum Bau der neuen Podgoricer Auferstehungskathedrale an der sich anfänglich auch die regierenden Sozialisten beteiligten. Es folgten zahlreiche weitere Kirchenbauten, darunter die Kirche des Heiligen Jovan Vladimir in Bar. Amfilohije selbst bemühte sich um die Neuchristianisierung der montenegrinischen orthodoxen Bevölkerung, er hielt Messen in fast allen Kirchen des Landes. Nach dem Bruch der montenegrinischen (DPS) mit den serbischen Sozialisten (SPS) 1997 verschlechterte sich das Verhältnis der Serbisch-Orthodoxen Kirche in Montenegro mit der von 1991 bis 2020 ununterbrochen regierenden DPS. Diese unterstützte spätestens mit der Unabhängigkeit Montenegros vom Staatenbund Serbien-Montenegro 2006 die vom ökumenischen Patriarchen nicht anerkannte Montenegrinisch-Orthodoxe Kirche. Amfilohije, anfänglich ein Unterstützer von Milo Đukanović, Montenegros  ehemaligem Präsidenten, wurde alsbald dessen schärfster Kritiker und einziger Widersacher auf Augenhöhe. Die DPS selbst brachte 2019 mit einem Gesetzesentwurf, der die Registrierung sämtlicher Kirchengebäude, die dem bis 1919 unabhängigen Königreich Montenegro gehörten – auf viele davon erhebt die serbische orthodoxe Kirche heute Anspruch − den letzten Stein zum Rollen, der zu einem Machtkampf der SPC mit dem Staat führte. Die von Amfilohije befürworteten und mitorganisierten Bürgerproteste entwickelten sich schnell zu landesweiten Kristallisationspunkten für die Forderung nach einem Machtwechsel. Die regierende Partei hatte sich angesichts der ständig wachsende Anzahl von Teilnehmern der von der Kirche angeführten Proteste völlig überrascht gezeigt. In den Parlamentswahlen am 30. August 2020 konnte sich die DPS zwar als stärkste Kraft weiterhin behaupten, jedoch hatte die Opposition die Regierungsmehrheit knapp gewonnen. Amfilohije nahm hierbei selbst das erste Mal sein Wahlrecht in Anspruch. Er wird allgemein als Hauptverantwortlicher für die politische Wende in Montenegro 2020 benannt. Die Kreise um die SPC hatten hier ebenso Zdravko Krivokapić, einem in politischen Zirkeln völlig Unbekannten, als Listenführer empfohlen.

### Lovčener Kapelle
Es war Amfilohijes Wunsch, die kleine, Petar I. gewidmete, Grabkapelle des Vladika Petar II. Njegoš auf dem Lovčen, die die Kommunisten 1974 zum Bau eines atheistisch und im Sinne eines „jugoslawischen Nationalmausoleum“ konzipierten Ensembles, zerstört hatten, in seiner ursprünglichen Funktion und Form dort wieder zu errichten. Seine letzten Lebenstage galten der Sorge um die Wiedererrichtung der Kapelle auf dem Lovčen, die er als endgültige Entfernung des kommunistischen Erbes und der Unterdrückung der Kirche in Montenegro betrachtete.